# NGC 4692
NGC 4692 = NGC 4702 ist eine 12,7 mag helle Elliptische Galaxie vom Hubble-Typ „E0“ im Sternbild Haar der Berenike am Nordsternhimmel. Sie ist schätzungsweise 358 Millionen Lichtjahre von der Milchstraße entfernt und hat einen Durchmesser von etwa 135.000 Lj.
Im selben Himmelsareal befinden sich u. a. die Galaxien NGC 4670, NGC 4673, NGC 4721, NGC 4728.
Das Objekt  wurde zweimal entdeckt; zuerst am 11. April 1785 von Wilhelm Herschel mit einem 18,7-Zoll-Spiegelteleskop, der sie mit „F, S“ beschrieb (geführt als NGC 4692); danach am 4. März 1867 von Heinrich Louis d’Arrest, der sie „Doubtless a very small, very much compressed cluster“ bezeichnete (geführt als NGC 4702).